# Isabela (Negros Occidental)
Isabela is een gemeente in de Filipijnse provincie Negros Occidental. Bij de laatste census in 2007 had de gemeente bijna 59 duizend inwoners.

## Geografie

### Bestuurlijke indeling
Isabela is onderverdeeld in de volgende 30 barangays:
| - Amin - Banogbanog - Barangay 1 - Barangay 2 - Barangay 3 - Barangay 4 - Barangay 5 - Barangay 6 - Barangay 7 - Barangay 8 - Barangay 9 - Bulad - Bungahin - Cabcab - Camangcamang | - Camp Clark - Cansalongon - Guintubhan - Libas - Limalima - Makilignit - Mansablay - Maytubig - Panaquiao - Riverside - Rumirang - San Agustin - Sebucawan - Sikatuna - Tinongan |

## Demografie
Isabela had bij de census van 2007 een inwoneraantal van 58.819 mensen. Dit zijn 10.100 mensen (20,7%) meer dan bij de vorige census van 2000. De gemiddelde jaarlijkse groei komt daarmee uit op 2,63%, hetgeen hoger is dan het landelijk jaarlijks gemiddelde over deze periode (2,04%). Vergeleken met de census van 1995 is het aantal mensen met 9.800 (20,0%) toegenomen.

## Geboren in Isabela
- Emilio Abello (14 januari 1906), Executive Secretary, diplomaat en parlementslid (overleden 1982);
- Cesar Basa (21 juni 1915), gevechtspiloot (overleden 1941).